# Властивість подвоєння
Властивість подвоєння — умова, що накладається на міри, визначені на метричних просторах, а також самі метричні простори.

## Визначення

### Міри
Нагадаємо, що в довільному метричному просторі {\displaystyle B(x,r)} позначає кулю з центром {\displaystyle x} та радіусом {\displaystyle r}.
Ненульова міра {\displaystyle \mu } на метричному просторі задовольняє властивості подвоєння, якщо існує стала {\displaystyle C} така, що
{\displaystyle 0<\mu [B(x,2\cdot r)]\leq C\cdot \mu [B(x,r)]<\infty }
для всіх {\displaystyle x} і {\displaystyle r>0}.

### Метричні простори
Метричний простір {\displaystyle X} задовольняє властивості подвоєння, якщо існує стала {\displaystyle M}, така, що будь-яку кулю радіуса {\displaystyle r} у {\displaystyle X} можна покрити {\displaystyle M} кулями радіуса {\displaystyle r/2}.

### Зауваження
Іноді розглядають слабший варіант властивості подвоєння, за якого потрібно, щоб радіус {\displaystyle r} не перевищував деякого додатного сталого {\displaystyle r_{0}}.

## Властивості
- Будь-який метричний простір із мірою, що задовольняє властивості подвоєння, сам задовольняє властивості подвоєння.
  - І навпаки, на будь-якому повному метричному просторі з властивістю подвоєння існує міра з властивістю подвоєння[2].
- (Теорема Асада) Нехай метричний простір {\displaystyle (X,d)} задовольняє властивості подвоєння, тоді для будь-кого {\displaystyle 0<\alpha <1}, простір {\displaystyle (X,d^{\alpha })} допускає біліпшицеве вкладення в евклідів простір досить високої розмірності.
- Для метричних просторів із властивістю подвоєння виконується слабкий варіант теореми Кіршбрауна. А саме, якщо {\displaystyle X} — метричний простір із властивістю подвоєння та {\displaystyle A\subset X} і {\displaystyle V} — банахів простір, то будь-яке {\displaystyle L} -ліпшицеве відображення {\displaystyle A\to V} продовжується до {\displaystyle C\cdot L}-ліпшицевого відображення {\displaystyle X\to V}, де стала {\displaystyle C} залежить лише від параметра у властивості подвоєння[3].

## Приклади
- Міра Лебега в евклідовому просторі задовольняє якості подвоєння. Стала дорівнює {\displaystyle {\tfrac {1}{2^{m}}}}, де {\displaystyle m} позначає розмірність.